# Peluda d'Andrews
La peluda d'Andrews (Arnoglossus andrewsi) és un peix teleosti de la família dels bòtids i de l'ordre dels pleuronectiformes.

## Morfologia
Pot arribar als 22,6 cm de llargària total.

## Distribució geogràfica
Es troba a les costes d'Austràlia (incloent-hi Tasmània).